# 横浜YMCAスポーツ専門学校
横浜YMCAスポーツ専門学校は、神奈川県横浜市戸塚区にある私立の専門学校。
スポーツ指導者やスポーツトレーナー、保育士、幼稚園教諭を養成しており、短期大学通信教育課程との併修で保育士資格・幼稚園教諭二種の取得が可能。

## 概要
- 日本YMCA同盟に加盟している公益財団法人の横浜YMCAを母体とする[1]。

## 沿革
- 1993年（平成5年）
  - 9月6日：学校法人横浜YMCA設立
- 1994年（平成6年）
  - 4月1日：YMCAスポーツ・海洋科学専門学校が開校し、フィットネスインストラクター科が2年課程で開設し、スポーツセラピスト科が3年課程で開設し、マリンスポーツ科が2年課程で開設する。

- 1996年（平成8年）
  - 4月1日：マリンスポーツ専攻科を1年課程で開設する。
- 1999年（平成11年）
  - 4月1日：YMCAスポーツ専門学校へ校名を変更し、校名変更に合わせて学科名を変更する。フィットネスインストラクター科→スポーツインストラクター科に変更され、スポーツセラピスト科→スポーツトレーナー科に変更した。

- 2011年（平成23年）
  - 4月1日：横浜YMCAスポーツ専門学校へ校名を変更した。

## 設置学科
- スポーツインストラクター科（2年課程）
- スポーツトレーナー科（3年課程）
- サッカーコーチコース（2年過程）

## 著名な講師
- 坂詰真二

## 系列校
- 横浜YMCA学院専門学校
- YMCA福祉専門学校
- YMCA健康福祉専門学校

## 所在地
- 〒244-0816　神奈川県横浜市戸塚区上倉田町769-24

## 交通アクセス
- 東日本旅客鉄道（JR東日本）及び横浜市営地下鉄ブルーライン戸塚駅より徒歩7分